# Йохан Франц фон Прайзинг
Йохан Франц фон Прайзинг (на немски: Johann Franz von Preysing; Johann Franz Freiherr von Preysing-Hohenaschau; * 23 февруари 1615, Мюнхен; † 8 юли 1687) е княжески епископ на Кимзе (1670 – 1687). Той е фрайхер на Алтенпрайзинг, господар на Хоенашау, Зьолхубен и Райхерсбойерн.

## Произход, образование и управление
Той е син на баварския държавник фрайхер Йохан Кристоф фон Прайзинг († 1632) и първата му съпруга Ева Бенигна фон Фрайберг (1584 – 1620). Баща му се жени втори път за Юстина Фугер фон Кирхберг-Вайсенхорн (1588 – 1660).
След детство в Мюнхен и Ландсхут Йохан Франц завършва през 1632 г. „Йезуитската гимназия“ в Мюнхен. След това следва в университетите в Инголщат и в Сиена. От 1625 г. е каноник в Залцбург и от 1631 до 1670 г. в Пасау. През 1654/55 г. той е два пъти пратеник на архиепископ Гуидобалд фон Тун в Инсбрук, вторият път по случай посещението на шведската кралица Кристина.
Понеже има дипломатически способности през 1655 г. той става архиепископски таен съветник. През 1664 г. е издигнат на имперски граф и едва през 1668 г. е помазан за свещеник.
На 4 февруари 1670 г., на 55-годишна възраст, Йохан Франц е избран за епископ. Одобрен е от архиепископа на 27 юни, на 25 август е помазан за епископ и е въведен на службата му на 31 август 1670 г.
Той е погребан в катедралата на Залцбург, сърцето му във францисканската църква в Залцбург.